# 亨德里克·埃利亚斯

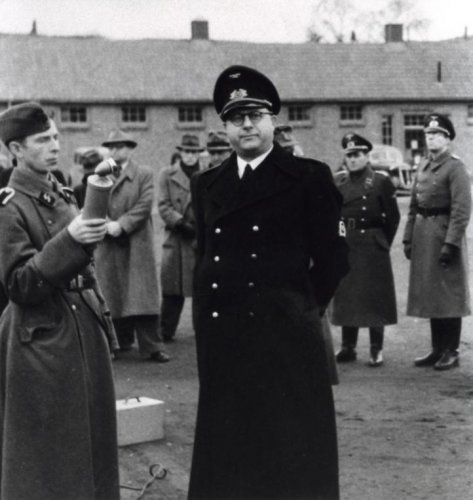
亨德里克·埃利亚斯

亨德里克·约瑟夫·埃利亚斯（Hendrik Jozef Elias，1902年6月12日—1973年2月2日）是一位比利时政治人物、弗拉芒人民族主義者，起初在鲁汶天主教大学、巴黎大学、波恩大学学习，拥有法学和哲学两个博士学位，曾在学术界和法律界担任过一些领导职务。他1930年开始从政，曾在1942-1944年间担任弗拉芒民族联盟领导人。到了二戰后期，由于担忧共产党夺权，他与纳粹德國的合作变得更加频繁。
1944年9月，埃利亚斯逃到德国。他后来被法方逮捕，引渡到比利时。他被判处死刑。比利时政府后来将刑罚减轻为终身监禁。1959年12月24日，他因健康问题而获释。